# Kabinet-Schotte
Het Kabinet-Schotte was het eerste kabinet van het land Curaçao na de opheffing van de Nederlandse Antillen op 10 oktober 2010. Het kabinet werd gevormd door de partijen MFK, Pueblo Soberano en de Partido MAN, die een meerderheid hebben in de Staten van Curaçao. Het kabinet stond onder leiding van Gerrit Schotte.
De Curaçaose minister-president Gerrit Schotte verklaarde iets na middernacht donderdag 2 augustus 2012 aan de pers dat hij het ontslag van zijn kabinet zou aanbieden aan de gouverneur. In september raakte het Curaçaose parlement verscheurd in een officieel parlement met de regeringspartijen en een officieus parlement dat een meerderheid aan zetels heeft. Dit officieuze parlement stemde het demissionaire kabinet weg. Op 24 september stelde gouverneur Frits Goedgedrag Eduardo Mendes de Gouveia aan als formateur voor een interim-kabinet. Op 30 september werd het kabinet ontslagen, en werd een kabinet ad interim onder leiding van Stanley Betrian aangesteld: Kabinet-Betrian. Op 19 oktober worden verkiezingen gehouden.

## Bewindslieden
| Ministerie                                                | Minister                                                         | Partij | Opmerking (en) |
| --------------------------------------------------------- | ---------------------------------------------------------------- | ------ | --- |
| Minister-President en tevens Minister van Algemene Zaken  | Gerrit Schotte                                                   | MFK    | Betwiste integriteit in de Curaçaose politieke crisis |
| Minister van Financiën                                    | George Jamaloodin                                                | MFK    | Betwiste integriteit in de Curaçaose politieke crisis |
| Minister van Economische zaken en Ontwikkeling            | Abdul Nasser El Hakim                                            | MFK    | Betwiste integriteit in de Curaçaose politieke crisis |
| Minister van Gezondheid, Milieu en Natuur                 | Jacinta Scoop-Constancia                                         | MFK    | Betwiste integriteit in de Curaçaose politieke crisis |
| Gevolmachtigd minister van Curaçao                        | Sheldry Osepa                                                    | MFK    | |
| Minister van Justitie                                     | Elmer Wilsoe                                                     | PS     | |
| Minister van Onderwijs, Wetenschap, Cultuur en Sport      | René Rosalia Lionel Jansen Carlos Monk                           | PS     | Betwiste integriteit van Rosalia en Monk in de Curaçaose politieke crisis Rosalia trad op 1 april 2011 af wegens strubbelingen binnen de PS. Jansen volgde Rosalia op. Monk volgde op 24 maart 2012 Jansen op. Jansen is nu ambtenaar op het ministerie van Onderwijs. |
| Minister van Bestuur, Planning en Dienstverlening         | Norman Girigorie Lia Willems-Martina Carlos Monk Carlos Trinidad | PS     | Girigorie werd opgevolgd door Willems-Martina op 25 januari 2011 Willems-Martina werd opgevolgd door Monk op 11 mei 2012 Monk werd op 12 oktober 2012, nadat hij minister van Onderwijs werd, opgevolgd door Trinidad.                                                 |
| Minister van Sociale Ontwikkeling en Welzijn              | Hensley Koeiman                                                  | MAN    | |
| Minister van Verkeer, Vervoer en Ruimtelijke Ontwikkeling | Charles Cooper                                                   | MAN    | Betwiste integriteit in de Curaçaose politieke crisis |